# Doropygus profundus
Doropygus profundus är en kräftdjursart som beskrevs av Rolf Dieter Illg 1958. Doropygus profundus ingår i släktet Doropygus och familjen Notodelphyidae. Inga underarter finns listade i Catalogue of Life.